# Ploha
Ploha, so izdatne, vendar kratkotrajne padavine, in nastanejo predvsem tedaj, ko se ustvari mogočen kumulonimbus, včasih a redkeje kumulus. Nevihta se pojavlja predvsem v poletnih mesecih, ko je ozračje nestabilno, zemeljska površina pa zaradi sončnega obsevanja močno pregreta. V takih pogojih nastane tako imenovani termični kumulonimbus. Poleg teh nastajajo kumulonimbusi tudi na področju hladne fronte. Plohe, ki nastajajo v tem mogočnem oblačnem sistemu povzročajo kratkotrajne, občasno močne nalive. V zimskih mesecih pa iz kumulonimbusov na področju hladnih front nastajajo snežne plohe.